# Bertulania corticea
Bertulania corticea är en fjärilsart som beskrevs av Embrik Strand 1914. Bertulania corticea ingår i släktet Bertulania och familjen nattflyn. Inga underarter finns listade i Catalogue of Life.